# Hattnål

Hattnålar av förgylld mässing och glasstenar.

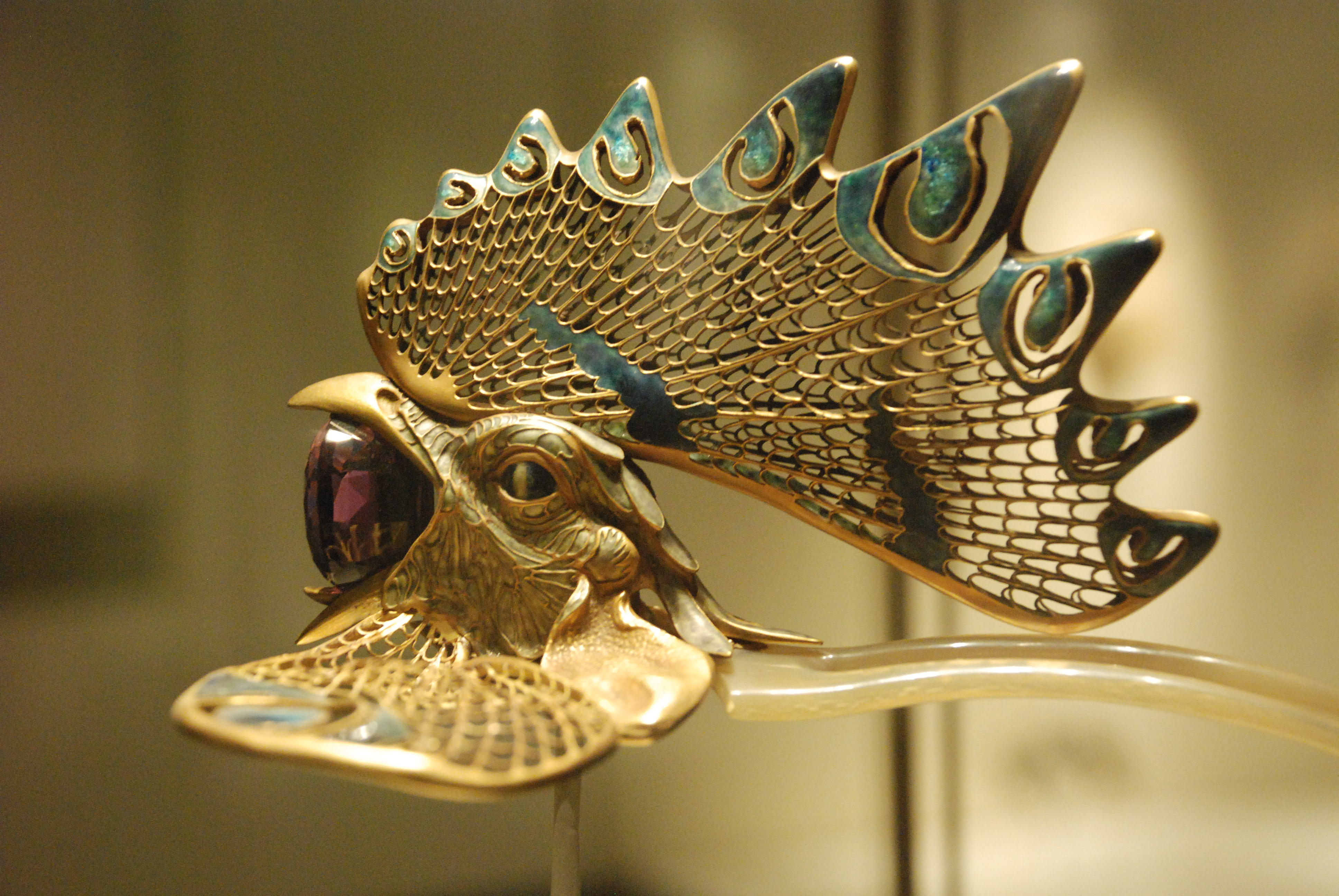
Hattnål

Hatt med hattnål - Hallwylska museet

En hattnål är en lång dekorerad nål som används för att fästa en damhatt i håret. Det var från slutet av 1800-talet en mycket viktig del av damernas klädsel och fortsatte att vara så in på 1900-talet.
Den 20 januari 1913 började hattnålsskydd säljas i Stockholm och blev en stor succé.